# Brian Anunga
Tah Brian Anunga (Yaoundé, 10 agosto 1996) è un calciatore camerunese, centrocampista del FC Cincinnati.

## Caratteristiche tecniche
È un centrocampista difensivo.

## Carriera
Cresciuto nel Rainbow Bameda, nel 2015 approda negli Stati Uniti firmando con i Wilmington Hammerheads;  l'anno seguente passa al Carolina Dynamo dove trascorre una stagione in USL League Two per poi firmare con il Charleston Battery con cui disputa tre campionati di USL Championship.
Nel 2020 firma con il Nashville, club appena integrato in MLS; debutta nella prima divisione statunitense il 31 agosto in occasione dell'incontro vinto 1-0 contro l'Inter Miami.

## Statistiche
Statistiche aggiornate al 9 agosto 2021.

### Presenze e reti nei club
| Stagione        | Squadra                | Campionato      | Campionato | Campionato | Coppe nazionali | Coppe nazionali | Coppe nazionali | Coppe continentali | Coppe continentali | Coppe continentali | Altre coppe | Altre coppe | Altre coppe | Totale | Totale | Totale |
| Stagione        | Squadra                | Comp            | Pres       | Reti       | Comp            | Pres            | Reti            | Comp               | Pres               | Reti               | Comp        | Pres        | Reti        | Pres   | Reti   |        |
| --------------- | ---------------------- | --------------- | ---------- | ---------- | --------------- | --------------- | --------------- | ------------------ | ------------------ | ------------------ | ----------- | ----------- | ----------- | ------ | ------ | ------ |
| 2015            | Wilmington Hammerheads | USL             | 7          | 0          | USCup           | 0               | 0               |                    | -                  | -                  |             | -           | -           | 7      | 0      |        |
| 2016            | Carolina Dynamo        | USL2            | 12         | 1          |                 | -               | -               |                    | -                  | -                  |             | -           | -           | 12     | 1      |        |
| 2017            | Charleston Battery     | USL             | 27         | 1          | USCup           | 3               | 0               |                    | -                  | -                  |             | -           | -           | 30     | 1      |        |
| 2018            | Charleston Battery     | USL             | 32         | 4          | USCup           | 3               | 0               |                    | -                  | -                  |             | -           | -           | 35     | 4      |        |
| 2019            | Charleston Battery     | USL             | 26         | 2          | USCup           | 2               | 0               |                    | -                  | -                  |             | -           | -           | 28     | 2      |        |
| 2020            | Nashville              | MLS             | 17         | 0          |                 | -               | -               |                    | -                  | -                  |             | -           | -           | 17     | 0      |        |
| 2021            | Nashville              | MLS             | 10         | 1          |                 | -               | -               |                    | -                  | -                  |             | -           | -           | 10     | 1      |        |
| Totale carriera | Totale carriera        | Totale carriera | 131        | 9          |                 | 8               | 0               |                    | -                  | -                  |             | -           | -           | 139    | 9      |        |